# Federació de l'Esquerra Demòcrata i Socialista
La Federació de l'Esquerra Demòcrata i Socialista (Fédération de la gauche démocrate et socialiste, FGDS) fou una organització política francesa creada per François Mittérrand per tal de presentar-se a les eleccions presidencials franceses de 1965 i que aplegava les forces d'esquerra no comunistes, comprenent els grups parlamentaris Socialista i Rassemblement Democratique.

## Grups que en formaven part
- La Secció Francesa de la Internacional Obrera (SFIO) de Guy Mollet.
- El Partit Radical-Socialista, de René Billères
- La Unió democràtica i socialista de la Resistència (UDSR) i la Convenció de les Institucions Republicanes, de François Mittérrand.
- la Unió de Grups i Clubs Socialistes (UGCS) de Jean Poperen.
- La Unió de Clubs per la Renovació de l'Esquerra (UCRG), d'Alain Savary.

## Formació
Abans de l'inici de la campanya presidencial de 1965, l'esquerra no comunista es va dividir. El socialista Gaston Defferre va proposar la creació d'una "Gran Federació" que agrupés el centreesquerra i el centredreta per tal de resistir a la dominació gaullista al país i el paper dirigent del Partit Comunista Francès (PCF) al de l'oposició. Buscava un candidat propi a la presidència. No obstant això, aquest projecte va fracassar a causa de les objeccions dels líders socialistes i demòcrata-cristians.
Llavors, François Mitterrand va proposar ser el candidat amb una estratègia d'unió entre les forces d'esquerra, inclòs el PCF. Aquest va acceptar el suport de la seva candidatura. No obstant això, per parlar en peu d'igualtat amb els comunistes, va advocar per la constitució d'una federació de les forces d'esquerra no comunistes. Aquesta estratègia va ser confirmada pel resultat electoral relativament bo de Mittérrand, que va aconseguir evitar la reelecció de Charles de Gaulle a la primera ronda, i va obtenir el 45% dels vots a la segona ronda. Per extensió, els acords electorals PCF / FGDS permeteren reduir la majoria parlamentària gaullista després de les eleccions legislatives franceses de 1967 (121 diputats). Però la FGDS es va dividir sobre la qüestió de les relacions amb el PCF, que va exigir l'elaboració d'un programa comú.
Durant els esdeveniments de maig del 68, François Mittérrand va anunciar la seva candidatura a una elecció presidencial anticipada. Va pensar que Charles de Gaulle renunciaria després de la crisi. Finalment, de Gaulle va dissoldre l'Assemblea Nacional Francesa i els seus seguidors van guanyar les eleccions legislatives franceses de 1968, on només va assolir el 16,5% dels vots i 57 diputats. Considerat el responsable del fracàs, Mitterrand va renunciar el novembre de 1968 i la FGDS es va dissoldre. Mitterrand es va comprometre a agafar el lideratge del nou el Partit Socialista (PS), que va succeir la SFIO el 1969.

## Resultats electorals

### Eleccions Presidencials
| Any  | Candidat            | 1a volta  | 1a volta    | 2a volta   | 2a volta   | Resultat |
| Any  | Candidat            | Vots      | %           | Vots       | %          | Resultat |
| ---- | ------------------- | --------- | ----------- | ---------- | ---------- | -------- |
| 1965 | François Mitterrand | 7,694,005 | 31,72 / 100 | 10,619,735 | 44,8 / 100 | Derrota  |

### Eleccions legislatives
| Any  | Líder               | 1a volta  | 1a volta | 2a volta  | 2a volta | Escons    | +/− | Govern   |
| Any  | Líder               | Vots      | %        | Vots      | %        | Escons    | +/− | Govern   |
| ---- | ------------------- | --------- | -------- | --------- | -------- | --------- | --- | -------- |
| 1967 | François Mitterrand | 4,224,110 | 18.96%   | 4,505,329 | 24.08%   | 117 / 491 | 14  | Oposició |
| 1968 | François Mitterrand | 3,660,250 | 16.53%   | 3,097,338 | 21.25%   | 57 / 487  | 60  | Oposició |